# Rubber Factory
Rubber Factory – trzecia płyta długogrająca amerykańskiego duetu the Black Keys. Jest to ich jak dotąd najwyżej oceniany przez krytyków album.
Z powodu przeprowadzki Carneya, nagrania nie mogły się odbywać, jak dotychczas, w piwnicy perkusisty. Duet zdecydował się na pracę w opuszczonej fabryce opon.
Materiał Rubber Factory wielokrotnie został wykorzystany w reklamach telewizyjnych. "10 A.M. Automatic" pojawił się w spocie reklamowym American Express'u, "Girl Is on My Mind" zaś w reklamach Sony Ericsson oraz Victoria's Secret. Piosenki z albumu zostały użyte również w filmach ("10 A.M. Automatic" w Live Free or Die, "Grown So Ugly" w Projekt: Monster) i trailerach("When the Lights Go Out" w Black Snake Moan). "10 A.M. Automatic" pojawiła się na soundtracku gry MLB '06: The Show.

## Lista utworów
1. "When the Lights Go Out" — 3:23 (Dan Auerbach, Patrick Carney)
2. "10 A.M. Automatic" — 2:59 (Dan Auerbach, Patrick Carney)
3. "Just Couldn't Tie Me Down" — 2:57 (Dan Auerbach, Patrick Carney)
4. "All Hands Against His Own" — 3:16 (Dan Auerbach, Patrick Carney)
5. "The Desperate Man" — 3:54 (Dan Auerbach, Patrick Carney)
6. "Girl Is on My Mind" — 3:28 (Dan Auerbach, Patrick Carney)
7. "The Lengths" — 4:54 (Dan Auerbach, Patrick Carney)
8. "Grown So Ugly" — 2:27 (Robert Pete Williams)
9. "Stack Shot Billy" — 3:21 (Dan Auerbach, Patrick Carney)
10. "Act Nice and Gentle" — 2:41 (Ray Davies)
11. "Aeroplane Blues" — 2:50 (Dan Auerbach, Patrick Carney)
12. "Keep Me" — 2:52 (Dan Auerbach, Patrick Carney)
13. "Till I Get My Way" — 2:31 (Dan Auerbach, Patrick Carney)
14. "Summertime Blues" — 2:34 (Eddie Cochran, Jerry Capehart) - tylko wydanie japońskie

## Single
Wszystkie wydane w roku 2004.
- "10am Automatic"
- "Till I Get My Way/Girl Is On My Mind"

## Twórcy
- Dan Auerbach - gitara, śpiew
- Patrick Carney - perkusja